# 364566 Yurga
364566 Yurga è un asteroide della fascia principale. Scoperto nel 2007, presenta un'orbita caratterizzata da un semiasse maggiore pari a 2,1879034 au e da un'eccentricità di 0,2508200, inclinata di 6,39704° rispetto all'eclittica.
L'asteroide è dedicato a Jurga, città della Russia siberiana meridionale.